# Philip Gell
Philip George Houthem Gell (20 d'octubre de 1914 - 3 de maig de 2001) va ser un immunòleg britànic que treballava a la Gran Bretanya de la postguerra.
Juntament amb Robin Coombs, va desenvolupar la classificació Gell-Coombs de la hipersensibilitat. Va ser elegit membre de la Royal Society el 1969.